# Nick Gillard

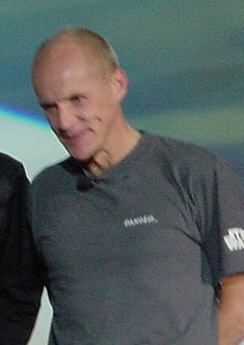

Nick Gillard (1959) es un coordinador de dobles, más conocido por su trabajo en la trilogía de precuelas de Star Wars. Él tuvo un pequeño rol en La Venganza de los Sith como el Maestro Jedi Cin Drallig y fue la primera opción de Mark Hamill para ser su doble de acción en El Regreso del Jedi. Entre sus créditos cinematográficos se encuentran Star Wars, Sleepy Hollow, Robin Hood: Prince of Thieves e Indiana Jones and the Last Crusade.[cita requerida]
Ya que el mango de sable de luz de Kit Fisto era el favorito personal de Nick Gillard, el mango del sable de Cin Drallig es parecido al de Fisto. Basado en el material tras bastidores, su hoja de sable de luz iba a ser amarilla. Sin embargo, George Lucas solo iba a permitir que los sables de luz de los Jedi fueran azules o verdes, con la excepción del sable morado que Samuel L. Jackson usó para interpretar a Mace Windu. Sin opción, Nick Gillard eligió el color verde, más en una imagen promocional de Cin Drallig se muestra con un sable de luz azul.